# 日本ミニバスケットボール連盟
日本ミニバスケットボール連盟（にほんミニバスケットボールれんめい）は、日本国内におけるミニバスケットボールの振興を行う統括団体。日本バスケットボール協会へ加盟しているバスケットボール連盟の一つ。1976年設立。現在の会長は佐々木民義。

## 組織構成
日本国内を9地域（地区）に分けて、それぞれに地区連盟が統括している。
- 北海道ミニバスケットボール連盟
- 東北ミニバスケットボール連盟
- 関東ミニバスケットボール連盟
- 東海ミニバスケットボール連盟
- 北信越ミニバスケットボール連盟
- 近畿ミニバスケットボール連盟
- 中国ミニバスケットボール連盟
- 四国ミニバスケットボール連盟
- 九州ミニバスケットボール連盟

## 主催大会
- 全国ミニバスケットボール大会